# Aeroakustik
Die Aeroakustik oder Strömungsakustik beschäftigt sich mit der Entstehung, Ausbreitung und Beeinflussung aerodynamisch erzeugter Geräusche.
Beispiele für die Erzeugung von Schall durch Strömungen sind der Verkehrslärm (Flugzeugtriebwerk, Fahrzeugumströmung, Auspuff), Musikinstrumente (Blasinstrumente, Orgelpfeifen), und auch Infraschall von Klimaanlagen oder Windkraftwerken.

## Verkehrslärm
Die Bedeutung der Aeroakustik hat in der Luftfahrtindustrie und in der Fahrzeugindustrie mit der Verbreitung von Strahltriebwerken in der Luftfahrt in den 1950er Jahren stark zugenommen. In der Fahrzeugakustik ist dieses in jüngerer Zeit durch gesetzliche Vorgaben sowie das wachsende Komfortbewusstsein der Kunden begründet. Die Anzahl der Aeroakustischen Windkanäle hat daher in der Vergangenheit stetig zugenommen. Ergänzt werden die experimentellen Untersuchungen durch die numerische Aeroakustik.
Umströmungsgeräusche werden im Wesentlichen durch drei unterschiedliche Geräusch-Entstehungsmechanismen verursacht:
- Volumenstrom durch kleine Öffnungen,
- Wechseldruckbeaufschlagung fester Oberflächen,
- turbulente Schubspannungen.

## Akustische Analogie

Schematische Darstellung der in der Aeroakustik relevanten Strahlertypen (rote und schwarze Markierung zeigen 180° Phasenverschiebung an)

Zur Charakterisierung der einzelnen Mechanismen können idealisierte Näherungsmodelle (Akustische Analogie) herangezogen werden:
- Wechseldruckbehaftete Volumenströme können durch Monopolstrahler repräsentiert werden. Ein Monopolstrahler stellt einfach gesprochen eine atmende Kugel dar und strahlt dementsprechend in alle Richtungen gleich ab. Beispiele für diese Art von Schallquellen sind Sirenen, Leckagen in Dichtungssystemen oder die Auspuffmündung eines Fahrzeuges.
- Der akustische Effekt der Wechseldruckbeaufschlagung einer festen Oberfläche kann durch einen Dipolstrahler repräsentiert werden. Diese Art von Geräuschabstrahlung ist immer dann vorhanden, wenn eine freie oder abgelöste Strömung auf eine Oberfläche auftrifft. An Kraftfahrzeugen gilt dies z. B. für den Nachlauf hinter dem Außenspiegel, wenn dieser wieder mit der Fahrzeugstruktur kollidiert.
- Turbulente Schubspannungen erzeugen Quadrupolstrahler Solche Strahler entstehen beispielsweise in turbulenten Scherschichten oder im Nachlauf eines Fahrzeuges.

Wie oben bereits erwähnt, sind die Schallintensitäten {\displaystyle I} dieser drei Quellenarten recht unterschiedlich. Für eine Monopolquelle erhält man mit der Strömungsgeschwindigkeit {\displaystyle v}, der Dichte {\displaystyle \rho }, der Schallgeschwindigkeit {\displaystyle c} und der Mach-Zahl {\displaystyle {\mathit {Ma}}={\tfrac {v}{c}}}
{\displaystyle I_{m}\propto {\frac {\rho }{c}}\cdot v^{4}=\rho \cdot {\mathit {Ma}}\cdot v^{3}\,},
für eine Dipolquelle
{\displaystyle I_{d}\propto {\frac {\rho }{c^{3}}}\cdot v^{6}=\rho \cdot {\mathit {Ma}}^{3}\cdot v^{3}\,}
und für eine Quadrupolquelle
{\displaystyle I_{q}\propto {\frac {\rho }{c^{5}}}\cdot v^{8}=\rho \cdot {\mathit {Ma}}^{5}\cdot v^{3}\,}.

## Bedeutung der Schallentstehungsmechanismen
Der Vergleich der Intensitäten zeigt, dass bei niedrigen Strömungsgeschwindigkeiten (Mach-Zahlen kleiner als 1) die Monopolquelle am effektivsten ist, gefolgt von der Dipolquelle. Die geringste Abstrahlung wird von Quadrupolquellen erzeugt, die in der Aeroakustik von Straßenfahrzeugen, Bauwerken usw. in den meisten Fällen vernachlässigt werden können. Wenn eine Monopolquelle vorhanden ist, wird diese also in der Regel die lauteste Quelle sein. Nur wenn alle Monopolquellen eliminiert werden, kann eine der verbleibenden Dipolquellen dominieren.

## Eigenschaften aeroakustischer Quellen
Wie aus den obigen Gleichungen entnommen werden kann, ist die Schallleistung einer Monopolquelle proportional zur 4. Potenz der Anströmgeschwindigkeit, während die Schallleistung einer Dipolquelle mit der 6. Potenz der Geschwindigkeit ansteigt. Da die wirksamen aerodynamischen Geräuscherzeugungsmechanismen von Straßenfahrzeugen und Flugzeugen im Allgemeinen durch eine Mischung von Monopol- und Dipolstrahlern repräsentiert werden können, wird im Experiment häufig ein Anstieg der Schallleistung mit der 4. bis 6. Potenz der Geschwindigkeit beobachtet.
Bei aeroakustischen Messungen muss daher die Geschwindigkeit sehr genau eingehalten werden. Schon geringe Abweichungen in der Einstellung können zu deutlichen Pegelveränderungen führen. Dies bedeutet, dass aeroakustische Messungen außerhalb Aeroakustischer Windkanäle bei unvorhersehbaren Windverhältnissen nur unter Vorbehalt aussagefähig sind, wenn die relative Anströmgeschwindigkeit und -richtung nicht miterfasst werden.
Bei Kraftfahrzeugen ist die Verteilung der Strömungsgeschwindigkeit über der gesamten Fahrzeugoberfläche sehr ungleichmäßig. Daher ist die potentielle Geräuschanregung abhängig vom Anregungsort unterschiedlich groß. Setzt man Dipolverhalten voraus, so ist der an einem Ort erzeugte Schall 9 dB lauter als an einem benachbarten, wenn die dort vorherrschenden lokalen Druckkoeffizienten {\displaystyle c_{\mathrm {p} }} −1 bzw. 0 betragen. Bei Druckkoeffizienten von 0 und −2 (einem für die Region um die A-Säule eines Pkw nicht unüblichen Wert) beträgt diese Differenz sogar 14 dB. Dieses zeigt, dass die Positionierung von Anbauteilen, z. B. Außenspiegeln, von großer Bedeutung für das aeroakustische Verhalten eines Fahrzeuges sein kann.
Die Frequenz des abgestrahlten Geräusches ist abhängig von den charakteristischen Abmessungen des umströmten Bauteiles und der Anströmgeschwindigkeit. Für den Fahrzeugkörper und seine Anbauteile und Details kann man die zugehörigen Frequenzen durch die Gleichung
{\displaystyle f={\mathit {Sr}}\cdot {\frac {v}{l}}}
abschätzen, wobei {\displaystyle l} eine charakteristische Abmessung (z. B. Höhe oder Breite) des einzelnen Bauteils oder Details repräsentiert und {\displaystyle {\mathit {Sr}}} die Strouhal-Zahl. Allgemein kann für Anbauteile die Strouhal-Zahl mit ungefähr 1 angenommen werden. Für zylindrische Teile ist sie jedoch mit 0,2 anzusetzen. Als charakteristische Abmessung wird hier der Durchmesser gewählt. So ergibt sich z. B. für eine Radioantenne auf einem Fahrzeugdach mit einem Durchmesser von 5 mm bei einer Anströmgeschwindigkeit {\displaystyle v} von 40 m/s eine Frequenz {\displaystyle f} von etwa 1600 Hz. Antennen können somit durch lästige Pfeiftöne auffallen (s. auch Kármánsche Wirbelstraße).